# Hemijska biologija
Hemijska biologija je naučna disciplina koja delom obuhvata polja hemije, biologije i fizike. Ona se bavi primenom hemijkih tehnika, oruđa i analiza, kao i sintetičkih jedinjenja, u izučavanju i manipulaciji bioloških sistema. Hemijska biologija koristi hemijske principe u istraživanju bioloških sistema i razvoju novih funkcija tih sistema. Hemijsko biološka istraživanja često imaju više srodnosti sa citologijom nego sa biohemijom. Biohemija izučava hemiju biomolekula i regulaciju biohemijskih puteva u ćelijama i tkivima, npr. cAMP ili cGMP, dok je fokus hemijske biologije na biološkoj primeni novih hemijskih jedinjenja.

## Literatura
- Andrew D. Miller; Julian Tanner (2008). Essentials of Chemical Biology: Structure and Dynamics of Biological Macromolecules (1st изд.). Wiley.  0-470-84531-7.
- Herbert Waldmann; Petra Janning (2009). Chemical Biology (1st изд.). Wiley-VCH.  3-527-32330-9.

- Dertinger S. K. W.; Chiu D. T.; Jeon N. L.; Whitesides G. M. (2001). „Generation of gradients having complex shapes using microfluidic networks”. Analytical Chemistry. 73: 1240—1246.
- Greif D, Pobigaylo N, Frage B, Becker A, Regtmeier J, Anselmetti D (2010). „Space- and time-resolved protein dynamics in single bacterial cells observed on a chip”. Journal of Biotechnology. 149 (4): 280—288. PMID 20599571. doi:10.1016/j.jbiotec.2010.06.003.
- Li L, Ismagilov RF (2010). „Protein crystallization using microfluidic technologies based on valves, droplets, and SlipChip”. Annu Rev Biophys. 39: 139—58. PMID 20192773. doi:10.1146/annurev.biophys.050708.133630.
- Lucchetta EM, Lee JH, Fu LA, Patel NH, Ismagilov RF (2005). „Dynamics of Drosophila embryonic patterning network perturbed in space and time using microfluidics”. Nature. 434 (7037): 1134—1138. Bibcode:2005Natur.434.1134L. PMC 2656922 . PMID 15858575. doi:10.1038/nature03509.
- Melin J, Quake SR (2007). „Microfluidic large-scale integration: The evolution of design rules for biological automation”. Annual Review of Biophysics and Biomolecular Structure. 36: 213—231. PMID 17269901. doi:10.1146/annurev.biophys.36.040306.132646.
- Shen F, Du WB, Kreutz JE, Fok A, Ismagilov RF (2010). „Digital PCR on a SlipChip”. Lab on a Chip. 10 (20): 2666—2672. PMC 2948063 . PMID 20596567. doi:10.1039/c004521g.
- Song H.; Chen D. L.; Ismagilov R. F. (2006). „Reactions in droplets in microflulidic channels”. Angewandte Chemie-International Edition. 45: 7336—7356.
- Spiller DG, Wood CD, Rand DA, White MR (2010). „Measurement of single-cell dynamics”. Nature. 465 (7299): 736—745. Bibcode:2010Natur.465..736S. PMID 20535203. doi:10.1038/nature09232.
- Tice JD, Song H, Lyon AD, Ismagilov RF (2003). „Formation of droplets and mixing in multiphase microfluidics at low values of the Reynolds and the capillary numbers”. Langmuir. 19 (22): 9127—9133. doi:10.1021/la030090w.
- Vincent ME, Liu WS, Haney EB, Ismagilov RF (2010). „Microfluidic stochastic confinement enhances analysis of rare cells by isolating cells and creating high density environments for control of diffusible signals”. Chemical Society Reviews. 39 (3): 974—984. PMC 2829723 . PMID 20179819. doi:10.1039/b917851a.
- Weibel DB, Whitesides GM (2006). „Applications of microfluidics in chemical biology”. Current Opinion in Chemical Biology. 10 (6): 584—591. PMID 17056296. doi:10.1016/j.cbpa.2006.10.016.
- Whitesides GM (2006). „The origins and the future of microfluidics”. Nature. 442 (7101): 368—373. Bibcode:2006Natur.442..368W. PMID 16871203. doi:10.1038/nature05058.
- Young EW, Beebe DJ (2010). „Fundamentals of microfluidic cell culture in controlled microenvironments”. Chemical Society Reviews. 39 (3): 1036—1048. PMC 2967183 . PMID 20179823. doi:10.1039/b909900j.

## Spoljašnje veze
- Chemical Biology - BioChemWeb.org
- Chemical Biology Doctoral Training Centre, Imperial College London Архивирано на веб-сајту  (22. септембар 2013)
- International Chemical Biology Society Архивирано на веб-сајту  (4. новембар 2020)